# سنقرآباد (میانه)
سنقرآباد روستایی است از توابع بخش کندوان شهرستان میانه استان آذربایجان شرقی ایران.
سنقرآباد یکی از روستاهای استان آذربایجان شرقی است که در دهستان کندوان بخش کندوان شهرستان میانه واقع شده‌است.